# Фелбах
Фелбах (њем. Fellbach) град је у њемачкој савезној држави Баден-Виртемберг. Једно је од 31 општинског средишта округа Ремс-Мур. Према процјени из 2010. у граду је живјело 44.203 становника. Посједује регионалну шифру (AGS) 8119020.

## Географски и демографски подаци
Фелбах се налази у савезној држави Баден-Виртемберг у округу Ремс-Мур. Град се налази на надморској висини од 287 метара. Површина општине износи 27,7 km². У самом граду је, према процјени из 2010. године, живјело 44.203 становника. Просјечна густина становништва износи 1.596 становника/km².